# Bischwihr
Bischwihr é uma comuna francesa na região administrativa de Grande Leste, no departamento Alto Reno. Estende-se por uma área de 3,22 km². Em 2010 a comuna tinha 1 104 habitantes (densidade: 342,9 hab./km²).

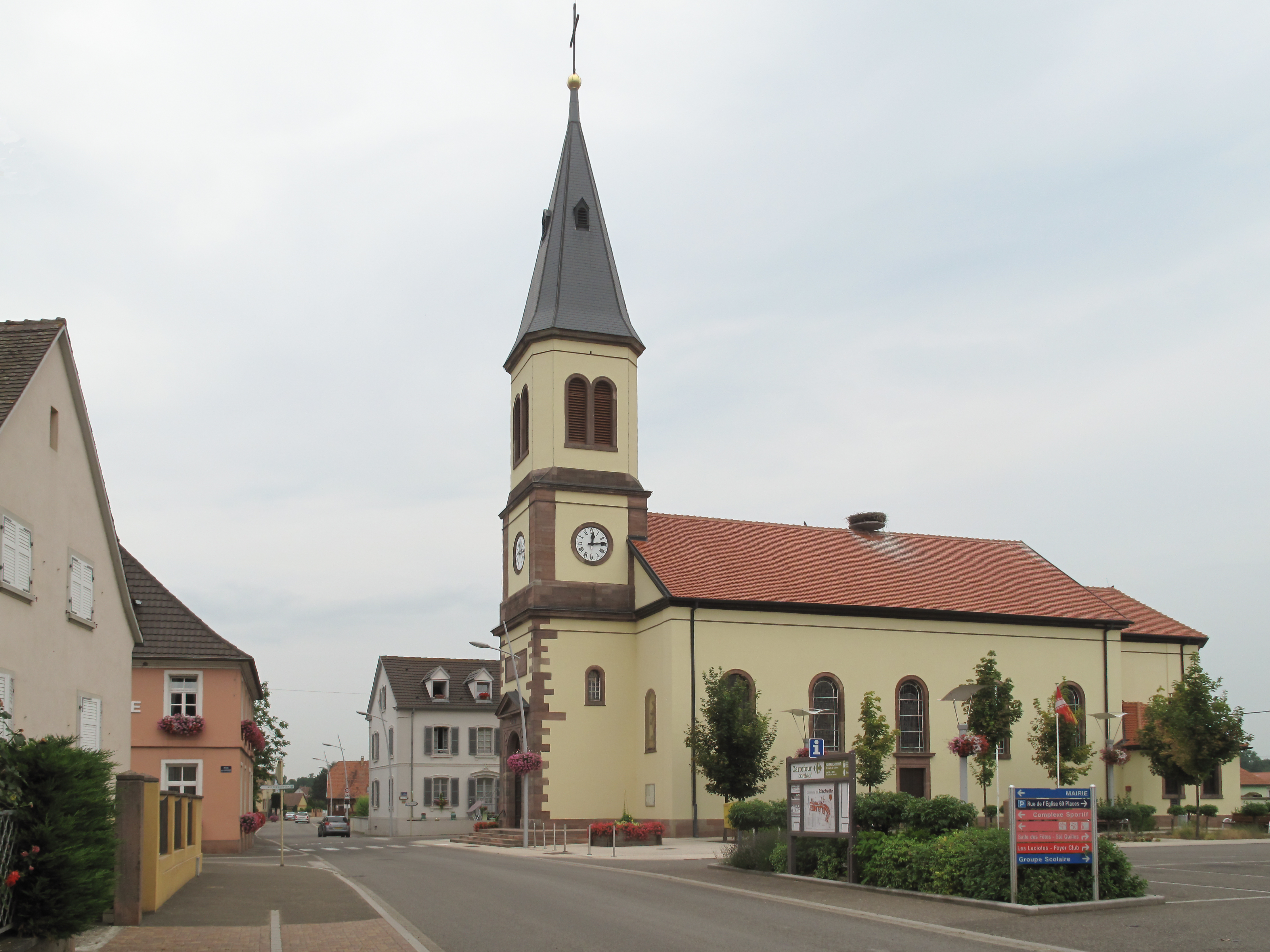
Bischwihr: Igreja: l'église Saint-Joseph